# قول اردوی ۲۰۱ سیلاب
قول اردوی ۲۰۱ سیلاب یا سپاه ۲۰۱ تشکیلاتی در سطح سپاه/قول اردو در اردوی ملی افغانستان می‌باشد که در سال ۲۰۰۴ ساخته شده‌است. ستاد این قول اردو، کمپ سیلاب واقع در شهر جلال‌آباد، ولایت ننگرهار می‌باشد که مسئولیت تامین امنیت زون شرق را برعهده دارد. لِوای اول این قول اردو در ارگ ریاست‌جمهوری، لِوای دوم در پلچرخی و لِوای سوم آن در جلال‌آباد مستقر استلِوای چهارم این قول اردو جدیداً در ولایت نورستان احداث شده‌است

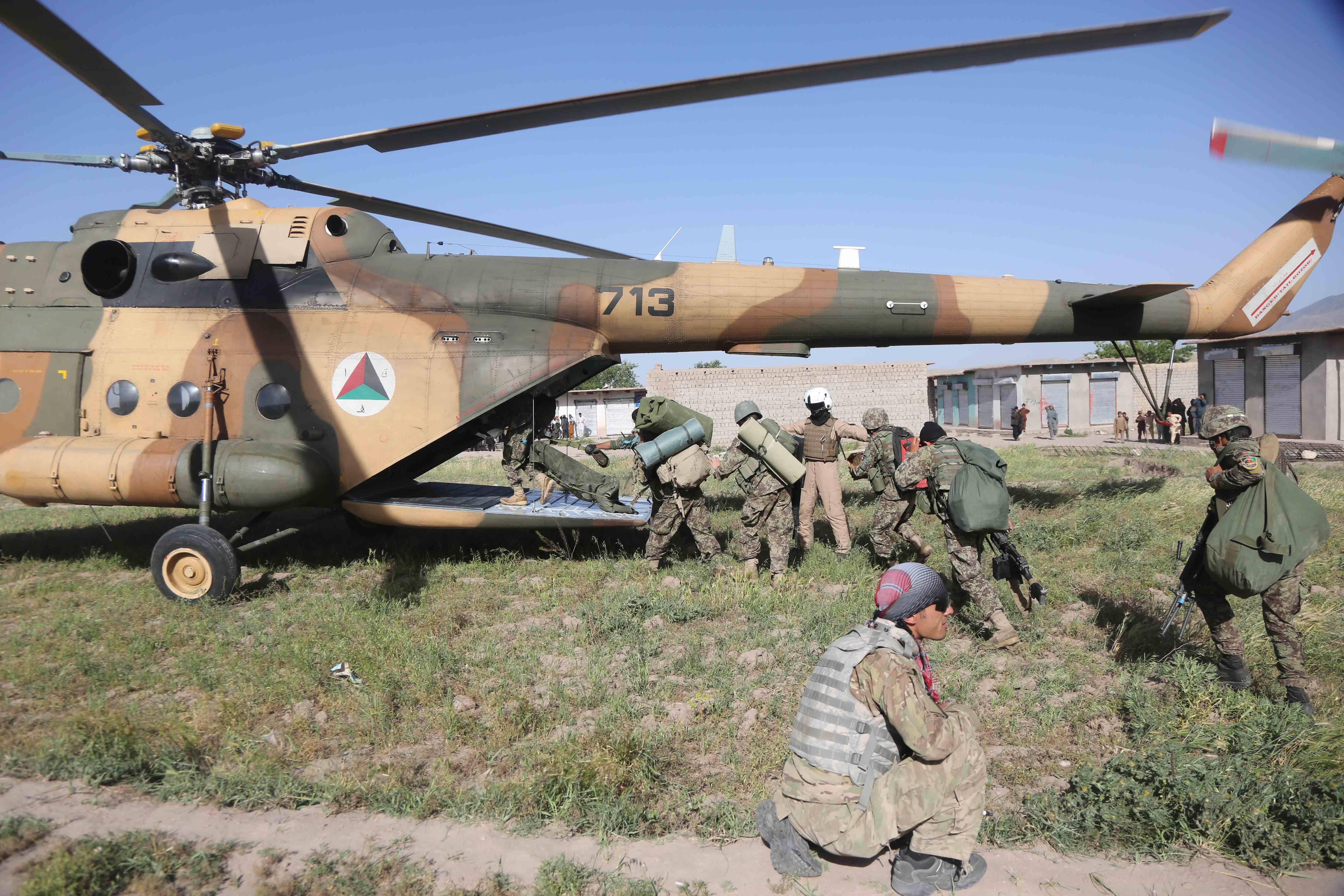
سربازان قول اردوی ۲۰۱ سیلاب، عملیات حصارک، ۲۰۱۳